# Дитячий світ (канал)
Дитячий світ (рос. «Детский Мир») — російський дитячий телеканал, який транслюється щоденно. На каналі представлені: мультфільми часів СРСР, дитячі фільми, казки та інше. Один із перших власних телеканалів «НТВ-Плюс» поряд із каналами «Наше кіно», «Світ кіно», «Спорт» і «НТВ-Плюс Спорт Онлайн».
«Дитячий світ» — канал Pay TV як дочірня компанія іноземного мовника RTVi. 
У Німеччині Detski Mir можна приймати через супутник і в платних цифрових пропозиціях операторів кабельних мереж Vodafone Kabel Deutschland і Unitymedia через цифровий декодер. 
У центрі уваги програми — класичні російські та радянські дитячі твори, а також всесвітньо відомі казки та мультфільми часів СРСР, такі як:  Ну погоди (нім. Ну, постривай).

## Програми
До 2009 року на телеканалі «Дитячий Світ» транслювалися виключно радянські та російські фільми та мультфільми. Однак з січня 2009 вміст телеканалу змінився. До його програми були включені мультфільми та мультсеріали з інших країн, наприклад: «Кішки-роботи», «Супергерої» і т. д. У другій половині 2010 року від іноземних мультфільмів знову відмовилися, але в 2011 році зарубіжні мультфільми знову повернулися на телеканал. До того ж з 2009 по каналу стали транслюватися фільми, зняті на Одеської кіностудії, наприклад, «Пригоди Електроніка», «Камертон», чого до 2009 не спостерігалося.
Також, вперше за всю історію телеканалу, з середини 2009, між фільмами і мультфільмами почала транслюватися реклама.

## Логотип
Телеканал змінив 1 логотип, нинішній — 2-й.  Завжди розташовується в нижньому лівому кутку.
- Логотип являє собою вісь координат (аналогічні логотипи були у всіх власних каналів НТВ+ з 1993 по 2016 роки. Зліва зверху написано слово рос. ДЕТСКИЙ, внизу написано рос. «МИР». Між цими словами розташована кулька так же, як і у телеканалу НТВ. Шрифт літер маленький. Логотип напівпрозорий. Розташовався у лівому нижньому кутку.

Перший логотип телеканалу «Дитячий світ» з 10 березня 1993 по 25 січня 2016 року.Перший логотип телеканалу «Дитячий світ» з 10 березня 1993 по 25 січня 2016 року.
Другий логотип телеканалу «Дитячий світ» з 10 березня 1993 по 25 січня 2016 року.Другий логотип телеканалу «Дитячий світ» з 10 березня 1993 по 25 січня 2016 року.
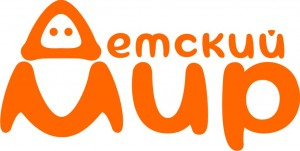
Третій логотип телеканалу «Дитячий світ» з 15 січня 2013 року.

## Заставка перед рекламою
Представляється блакитний фон з хмарами. На ньому літаки малюють літери Р і М. Між цими літерами вставляються літери: Є К Л А, і після літери М вставляється літера А. Після появи літер з'являється веселка.